# Колегія понтифіків
Колегія понтифіків (лат. Collegium Pontificum) — у Стародавньому Римі — вищий релігійний інститут в Римському царстві (753—509 до н. е.) і республіці (509—27 до н. е.). Колегію очолював Великий понтифік (лат. Pontifex Maximus), який до III ст. до н. е. вибирався з її членів.
Колегія понтифіків була найважливішою з чотирьох колегій священиків. Інші були — Авгури, Quindecimviri Sacris Faciundis — п'ятнадцять мужів для проведення жертвопринесення, та Епулони (лат. Septemviri epulonum).

## Склад колегії
Колегія понтифіків складалася з Великого понтифіка, Головної весталки, Священного царя (лат. rex sacrorum), та фламінів.
Спочатку в Колегії було 5 понтифіків, після закону Огульнія 300/299 до н. е. — 9, після Сулли — 15, після Цезаря — 16. Загальним обов'язком понтифіків було збереження релігійної балансу (лат. pax deorum), тобто рівної міри шанування кожного бога. До закону Огульнія всі понтифіки були патриціями. Було також 3 молодших понтифіка (pontifices minores).

## Функції та обов'язки
У Колегії зосереджувалося знання і зберігання сакрального права (лат. ius pontificium), вироблялися правила його тлумачення (лат. commentarii pontificum), велися записи юридичних прецедентів і давалися компетентні юридичні поради.
Ще одне таїнство і обов'язок колегії — складання римського календаря. Першого дня кожного місяця (він мав назву «календи») скликалися калатні коміції, де представник колегії оголошував лише календар поточного місяця, зокрема, на які дні припадають нони і, напевно, іди, а також характер усіх інших днів. Римських громадян особливо цікавило, коли будуть погоджені (fasti dies) та непогоджені дні (nefasti dies), дні скликання коміцій (dies fasti comitiales) та святкові дні (feriae). Оскільки суди працювали лише у погоджені дні, саме на калатних коміціях римлянин міг дізнатися, коли вони працюють аби до них звернутися. Інший спосіб дізнатися наперед коли будуть dies fasti і щось спланувати — за винагороду спитати у небагатьох привілейованих. Відповідно, такий стан речей давав можливість збагатитися жерцям.
Інший аспект — політичне значення dies fasti: оскільки з VI по IV ст. до н. е. колегія понтифіків складалася виключно з патриціїв, це давало їм можливість через підміну або перестановку днів коміцій унеможливлювати проведення народних зборів і, таким чином, здійснювати політичні маніпуляції.
Так тривало від самого створення міста (сер. VIII ст. до н. е.) і до 304 до н. е., коли курульний еділ Гней Флавій вперше оприлюднив календар на весь рік і далі стало традицією записувати річний календар на кам'яній чи мармуровій плиті та виставляти на загальний огляд. Відповідно, після цього важливість усних оголошень характеру днів на калатних коміціях зменшилася